# Muzeum w Zelowie – Ośrodek Dokumentacji Dziejów Braci Czeskich
Muzeum w Zelowie – Ośrodek Dokumentacji Dziejów Braci Czeskich – mieści się na specjalnie dla potrzeb muzealnych wyremontowanym i przystosowanym poddaszu kościoła ewangelicko-reformowanego w Zelowie, a także w jego zakrystii, która przystosowana została dla potrzeb archiwum, pracowni archiwalnej oraz biblioteki. Muzeum zbiera, konserwuje, przechowuje oraz eksponuje wszelkie ślady kultury duchowej i materialnej oraz zbiera dokumentację do historii dziejów Braci Czeskich.
Obecna działalność muzealna skoncentrowana jest przede wszystkim na organizacji i utrwalaniu podstaw merytorycznych, organizowaniu wystaw okresowych i stałych oraz na publikowaniu dotychczasowych badań nad interesującymi nas tematami. Młodzież szkolna często uczestniczy w lekcjach muzealnych, które są możliwością zapoznania się z ideałami czeskiej i polskiej reformacji.
Dyrektorem-założycielem Muzeum był do 2010 ks. Mirosław Jelinek. Kustoszami są dr Jacek Kriegseisen oraz mgr Dariusz Czwojdrak.

## Archiwum muzealne
Unikatowym zespołem jest archiwum parafii ewangelicko-reformowanej w Zelowie, gdyż przetrwało ono bowiem II wojnę światową jako jedyne na ziemiach polskich dziewiętnastowieczne archiwum różnowiercze, oraz także dlatego, że dotyczy diasporalnej społeczności czeskiej i interesującego, jeśli chodzi o przemiany cywilizacyjne i społeczne, okresu.
Zespół zawiera 239 jednostek archiwalnych, w tym 71 ksiąg metrykalnych – w sumie 7,5 m b. akt. Bardzo wyraźny ślad w treści akt i w kształcie archiwum zostawili poszczególni proboszczowie, którzy w wielu wypadkach odgrywali w historii Zelowa bardzo znaczącą rolę – najlepszym przykładem może być postać wieloletniego proboszcza ks. Jana Mozesa.
Nad muzeum tym patronat przejął były prezydent Republiki Czeskiej Václav Havel.

## Kartusze trumienne
W kościele ewangelicko-reformowanym w Zelowie zachował się także zespół kartuszy trumiennych, związanych pierwotnie z ceremoniałem pogrzebowym. Do lat powojennych zawieszone były na ścianach zakrystii kościoła. Ogółem zachowały się 64 kartusze trumienne; najstarszy z nich pochodzi z roku 1841, najmłodszy z 1964. Kartusze, podczas wystawienia trumny w kościele, nabite były na jeden z krótszych boków trumny, a po zakończeniu uroczystości pogrzebowych zawieszane były w kościele. W swoim pierwotnym przeznaczeniu były one użyte do identyfikacji zmarłego oraz ozdoby trumny. Wtórnej, pamiątkowej funkcji, nabrały z chwilą zawieszenia w zakrystii. Napisy na kartuszach są interesującym materiałem pomocniczym dla badań genealogicznych. Sytuacja w Zelowie jest w tej mierze idealna, gdyż zachowały się prawie w komplecie parafialne księgi metrykalne, będące podstawowym źródłem dla badań tego rodzaju. Wszystkie metalowe kartusze trumienne wykonane z są blachy stalowej, sztancowane i wycinane. Istnieje również grupa kartuszy wykonanych z kartonu, ale tłoczonych tą samą matrycą, która użyta została do tłoczenia blachy. Tła, napisy i ornamenty malowane są farbami olejnymi. Podobne kartusze zachowały się w wielu miejscowościach Polski, jednak nigdzie w aż tak dużym zespole.

## Sala lekcyjna z czasów Jana Amosa Komeńskiego
Muzeum w Zelowie w 2003, rocznicę 200-lecia przybycia na te tereny potomków Braci Czeskich, otrzymało od Muzeum Komenského w Przerowie całe wyposażenie oraz pomoce dydaktyczne izby lekcyjnej z czasów Jana Amosa Komenskiego (XVII wiek), w warsztatach którego wszystkie jej elementy ekspozycji były sporządzone. Realizację projektu dr. Františka Hýbla przeprowadzili Ladislav Novák, Hana Holásková oraz Renata Skřebská.

## Wystawy stałe
- Śmierć w obrządku ewangelickim (zespół kartuszy trumiennych)
- Sala lekcyjna z czasów Jana Amosa Komenskiego (XVII wiek)
- Portrety Kompozytorów Polskich Waldemara Krygiera
- Wystawy: V nouze o spaseni – Historia Husytyzmu i Braci Czeskich od zarania, Życie codzienne w Zelowie do 1939 r. w fotografii oraz Wczoraj, dziś i ... – 200 lat w Zelowie Parafii ewangelicko-reformowanej zawierające dokumenty oraz fotografie dotyczące:
  - Początki czeskiej reformacji
  - Bracia czescy
  - Reformacja polska
  - Kontrreformacja na ziemiach czeskich
  - Czeska emigracja w XVIII stuleciu
  - Założenie czeskiej kolonii
  - Kiedy zmieniały się mapy
  - Pierwsze lata zboru reformowanego w Zelowie
  - W czasach posługi księdza Jana Teodora Mozesa
  - Szkoły i kantorzy
  - Gmina Zelów w XIX stuleciu
  - Ostatnie ćwierćwiecze XIX stulecia
  - Po stu latach
  - Podczas I wojny światowej
  - W dwudziestych i trzydziestych latach XX wieku
  - W trzydziestych latach XX wieku
  - II wojna światowa
  - Katolicy (Kościół rzymskokatolicki)
  - Luteranie (Kościół Ewangelicko-Augsburski)
  - Wolny Kościół Reformowany
  - Baptyści od XIX wieku... aż do reemigracji
  - Żydzi
  - Miejsca spotkań
  - Życie duchowe
  - Życie społeczne

## Wystawy okolicznościowe
- Reformacja w Polsce na tle jubileuszu Jana Łaskiego
- Zelowskie rodzinne strony Pawła Hulki-Laskowskiego
- Zelowskie rodzinne strony Karla Dedeciusa

## Godziny otwarcia
Zwiedzanie możliwe po uprzednim kontakcie telefonicznym. Wstęp do Muzeum jest bezpłatny.